# Meister des Jacques de Besançon

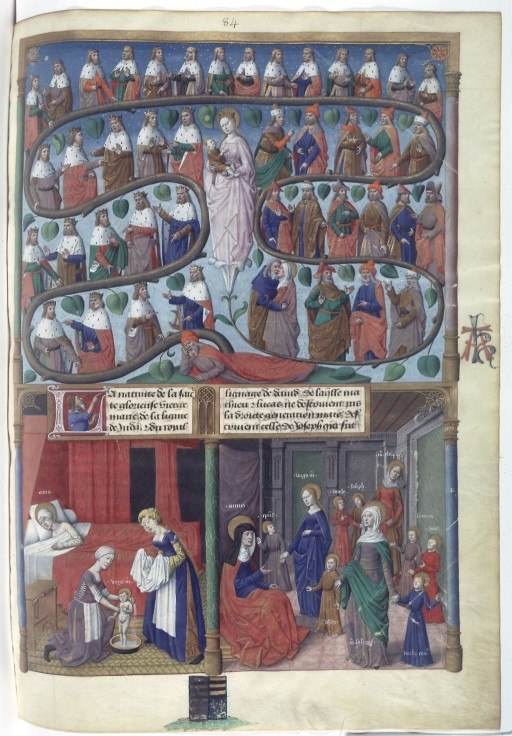
Meister des Jacques de Besançon: Wurzel Jesse, Buchmalerei aus der Legenda Aurea, Manuskript, Frankreich um 1480

Als Meister des Jacques de Besançon (fr. Maître de Jacques de Besançon) wird ein spätmittelalterlicher französischer Buchmaler bezeichnet, der zwischen ungefähr 1480 und 1500 tätig war.

## Namensgebung
Der Meister des Jacques de Besançon ist namentlich nicht bekannt und hatte vermutlich in Paris seine Werkstatt. Er erhielt seinen Notnamen nach dem Eintrag in einem Stundenbuch, das dieses Manuskript als Schenkung eines als Jacques de Besançon genannten Buchmalers an die Kirche identifiziert. Das Buch enthält eine Miniatur, die der Meister gemalt hat.  Es kann nicht überzeugend nachgewiesen werden, dass Jacques de Besançon selbst der Maler dieser Miniatur ist, weswegen dem Künstler der Notname Meister „des“ Jacques de Besançon und nicht beispielsweise Meister Jacques de Besançon gegeben wird.
Nach aktuellen Erkenntnissen von 2014 könnte es sich um François Le Barbier den Jüngeren handeln, dessen Todesjahr mit 1501 angegeben wird.

## Stilistische Beziehungen
Der Meister des Jacques de Besançon orientiert sich am Geschmack seiner reichen Auftraggeber in Paris. Sein Stil zeigt Verwandtschaft mit dem eines anderen zeitgenössischen Buchmalers in Paris, des ebenfalls namentlich nicht bekannten Meisters des Robert Gaguin. Beide haben unter anderem für den Verleger Anthoine Vérard gearbeitet, der in Paris einen erfolgreichen Buchverlag und Buchhandel betrieb.

## Werke (Auswahl)
Der Meister des Jacques de Besançon hat Illuminationen zu folgende Manuskripten beigetragen:
- Stundenbuch, Paris, Bibliothèque Mazarine, ms. 461, f. 9
- Stundenbuch, Paris, Privatbesitz[4]
- Legenda aurea (aus dem Besitz der Catherine de Coëtivy), Paris, Bibliothèque Nationale, Bib. Nat. ms. fr. 245
- Griechisches Lektionar des Kardinal-Erzbischofs Charles de Bourbon, Paris, Bibliothèque Nationale, Bib. Nat. ms. gr. 55
- Stundenbuch (Angers), London, British Library, Egerton 1068 (aus der Werkstatt des Meisters)[5]